# Cougar Town
Cougar Town foi uma sitcom da ABC ao ar nas noites de quarta-feira (EUA). A série estreou no canal pago Sony Entertainment Television no Brasil em 4 de fevereiro de 2010, e no mesmo canal em 9 de abril de 2010 em Portugal. Criada por Bill Lawrence, a estrela da série Courteney Cox é uma recém separada, com um filho de 17 anos de idade. Em maio de 2012, foi anunciado que a série passaria a ser produzida e exibida pela TBS (canal de televisão dos Estados Unidos), sem  Bill Lawrence como front-runner.

## História
Em uma pequena cidade da Flórida, o centro da sociedade é o time de futebol da Cougars Hill School. Essa cidade é o habitat natural de divorciados muito bronzeados e pouco vestidos, procurando um par mais jovem. Jules desesperadamente se recusa a ser uma dessas predadoras, mas com um divórcio e 40 anos de idade em suas costas, ela está procurando mais agitação em sua vida.
Os homens disponíveis em sua faixa etária, como o vizinho Grayson Ellis, parecem estar interessados apenas em namorar garotas que acabaram de atingir a maioridade. Este é, no entanto, na verdade um verdadeiro romântico,personalidade que esconde saindo e tendo casos com mulheres muito mais novas reforçando o sua reputação de galã.
Ajudada por sua melhor amiga, a bem-casada e irreverente Ellie, e por sua determinada e louca assistente Laurie, Jules relutantemente mergulha novamente no mundo dos relacionamentos amorosos.

## Elenco
- Courteney Cox é Jules Cobb, uma recente divorciada e mãe solteira explorando as verdades sobre namoro e envelhecimento. Jules cria seu filho desde os 20 anos, sendo que era casada com Bobby nesta época. Aos 40 ela tenta recuperar o tempo perdido ao se encontrar com homens mais novos. Mora numa pequena cidade na Flórida e é uma agente imobiliária bem reconhecida por seu trabalho. Mesmo estando fora do mundo dos namoros por um tempo, Jules fará de tudo para encontrar ou recuperar um amor.E que se apaixonara por seu vizinho Grayson.[3]
- Christa Miller é Ellie Torres, vizinha e melhor amiga de Jules. Ellie é casada com Andy Torres, e os dois tem um filho chamado Stan. Ela é sarcástica e gosta de brincar acerca da pouca cultura da assistente e amiga mais nova de Jules, chamada Laurie. Ela adora fofocar com Jules, mas acredita que o novo estilo de vida dela afetará sua amizade.[4]
- Busy Philipps é Laurie Keller, mais nova assistênte de Jules, conhecida pela sua personalidade entusiasmante. Ela encoraja Jules a sair e se divertir, enquanto tenta encontrar um novo namorado. Se considera melhor amiga de Jules, mesmo que Jules considere Ellie sua melhor amiga.[5] E também é melhor amiga de Travis e sempre flerta com ele.
- Brian Van Holt é Bobby Cobb, o desempregado ex-marido de Jules que vive atualmente em seu barco, o que faz dele legalmente sem teto. Ele é um arquivologista que testa a paciência de Jules ao ajudá-la a criar seu filho, Travis. Passou a maior parte de seu casamento com seu hobby de jogador de golf e trabalha atualmente como jardineiro da escola do filho. Chama Jules de "J-Bird".[6]
- Dan Byrd é Travis Cobb, filho de Jules e Bobby. Ele ama os dois pais por mais que eles o façam passar vergonha. Na escola ele é constantemente humilhado por seus colegas. Apoia a mãe, mas acha que a busca dela por homens mais novos é embaraçoso. Depois de conversar com seu pai, percebe que não há necessidade de sentir vergonha de sua família.[7] Melhor amigo de Laurie e sempre flerta com ela.
- Ian Gomez é Andy Torres, marido de Ellie, que também é vizinho de Jules. Andy é devoto a sua esposa e um pai amoroso de Stan. É melhor amigo do ex-marido de Jules, Bobby.[8]
- Josh Hopkins é Grayson Ellis, dono de um bar e outro vizinho de Jules. Grayson adora namorar mulheres mais novas e esfregar isso na cara de Jules. Também se divorciou recentemente. Entretanto, ele revela que gostaria de ter filhos, mas sua ex-esposa não queria ter filhos com ele.[9] Ele sem querer revelou seu interesse por Jules para Bobby e Andy no dia de Ação de Graças.E que mais tarde se tornara seu namorado.

## Episódios
| Episódio | Título Original                | Título Original                | Título Original                | Título Original           | Título Original           |
| Episódio | 1.ª Temporada (2009-2010)      | 2.ª Temporada (2010-2011)      | 3.ª Temporada (2012)           | 4.ª Temporada (2013)      | 5.ª Temporada (2014)      |
| -------- | ------------------------------ | ------------------------------ | ------------------------------ | ------------------------- | ------------------------- |
| 1        | Pilot                          | All Mixed Up                   | Ain't Love Strange             | Blue Sunday               | All or Nothin'            |
| 2        | Into the Great Wide Open       | Let Yourself Go                | A Mind With a Heart of Its Own | I Need to Know            | Like a Diamond            |
| 3        | Don't Do Me Like That          | Makin' Some Noise              | Lover's Touch                  | Between Two Worlds        | Depending On You          |
| 4        | I Won't Back Down              | The Damage You've Done         | Fool Moon Fever                | I Should Have Known It    | The Trip to Pirate's Cove |
| 5        | You Wreck Me                   | Keeping Me Alive               | A One Story Town               | Runnin' Down a Dream      | Hard on Me                |
| 6        | A Woman in Love (It's Not Me)  | You Don't Know How It Feels    | Something Big                  | Restless                  | Learning to Fly           |
| 7        | Don't Come Around Here No More | Fooled Again (I Don't Like It) | You Can Still Change Your Mind | Flirting with Time        | Time to Move On           |
| 8        | Two Gunslingers                | Little Girl Blues              | Ways to Be Wicked              | You and I Will Meet Again | Mystery of Love           |
| 9        | Here Comes My Girl             | When the Time Comes            | Money Becomes King             | Make It Better            | Too Much Ain't Enough     |
| 10       | Mystery Man                    | The Same Old You               | Southern Accents               | You Tell Me               | Too Good to be True       |
| 11       | Rhino Skin                     | No Reason to Cry               | South Down                     | Saving Grace              | Refugee                   |
| 12       | Scare Easy                     | A Thing About You              | Square One                     | This Old Town             | Love Is a Long Road       |
| 13       | Stop Dragging My Heart Around  | Lost Children                  | It'll All Work Out             | The Criminal Kind         | We Stand a Chance         |
| 14       | All the Wrong Reasons          | Cry to Me                      | My Life - Parte 1              | Don't Fade on Me          |                           |
| 15       | When a Kid Goes Bad            | Walls                          | Your World - Parte 2           | Have Love Will Travel     |                           |
| 16       | What Are You Doin' in My Life? | Baby's a Rock 'N' Roller       |                                |                           |                           |
| 17       | Counting on You                | You're Gonna Get It            |                                |                           |                           |
| 18       | Turn This Car Around           | Lonesome Showdown              |                                |                           |                           |
| 19       | Everything Man                 | Damaged by Love                |                                |                           |                           |
| 20       | Wake Up Time                   | Free Fallin                    |                                |                           |                           |
| 21       | Letting You Go                 | Something Good Coming, Parte 1 |                                |                           |                           |
| 22       | Feel a Whole Lot Better        | Something Good Coming, Parte 2 |                                |                           |                           |
| 23       | Breakdown                      |                                |                                |                           |                           |
| 24       | Finding Out                    |                                |                                |                           |                           |

## Prêmios
36.º People's Choice Awards
- Indicado — Novo Seriado de Comédia Favorito (2009)

67.º Golden Globe Awards
- Indicado — Melhor Atriz em Seriado de Comédia ou Musical — Courteney Cox (2009)